# Le Livre de poche (science-fiction)

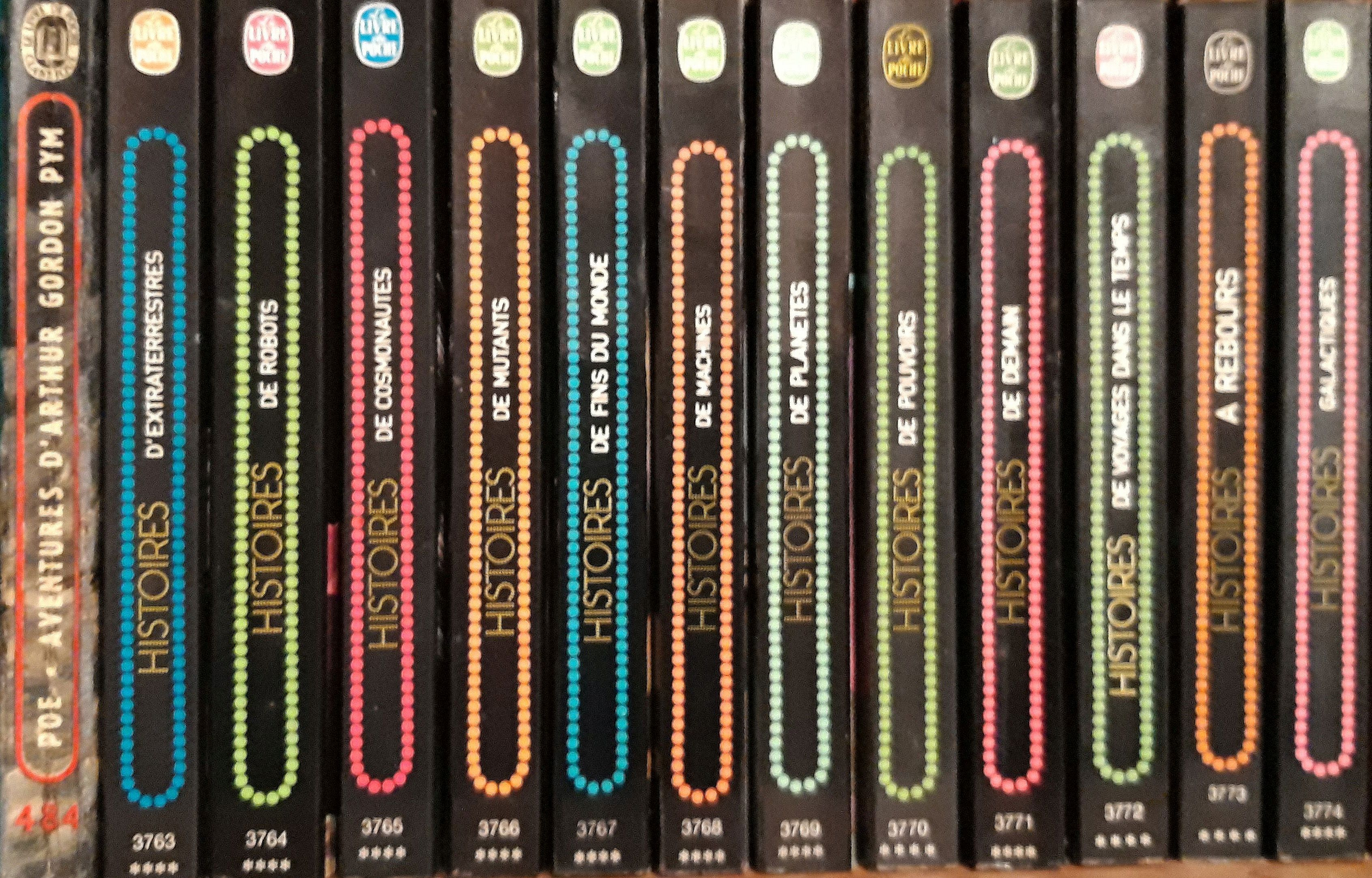
La toute première collection de SF Livre de Poche (douze couvertures noires antérieures à la numérotation 4000... avant les classiques présentations à fonds blancs, puis gris.

Le Livre de poche science-fiction est une collection de science-fiction parue au Livre de poche entre 1977 et 1981 sous la direction de Jean-Baptiste Baronian et Michel Demuth. Elle publia 69 volumes (Livre de poche nos 7000 à 7069 ; le no 7064 n'a jamais paru) avant de s'interrompre.
Cette série, bien que présentant toutes les caractéristiques d'une collection (direction éditoriale, maquette de couverture spécifique, ISSN propre : 0152-3724), n'a jamais porté de nom. Les livres qui la constituent portent simplement, en page de titre, la mention « série dirigée par Jean-Baptiste Baronian et Michel Demuth ».
Elle fut remplacée en 1987 par la collection Le Livre de poche SF, dirigée par Gérard Klein.

## Liste des titres

### Années 1970

#### 1977
1. En attendant l'année dernière par Philip K. Dick (ISBN 2-253-01554-7)
2. Les Masques du temps par Robert Silverberg  (ISBN 2-253-01555-5)
3. La Maison au bord du monde par William Hope Hodgson  (ISBN 2-253-01556-3)
4. Les Humanoïdes par Jack Williamson  (ISBN 2-253-01557-1)
5. Apparition des surhommes par B. R. Bruss  (ISBN 2-253-01572-5)
6. Sécheresse par James Graham Ballard  (ISBN 2-253-01586-5)
7. Le Grand Dieu Pan par Arthur Machen  (ISBN 2-253-01601-2)
8. Le Pianiste déchaîné par Kurt Vonnegut  (ISBN 2-253-01602-0)
9. La Semence du démon par Dean R. Koontz  (ISBN 2-253-01620-9)
10. Le Visage de l'autre par Thomas Tryon (en)  (ISBN 2-253-01636-5)
11. Le Onzième Commandement par Lester Del Rey  (ISBN 2-253-01637-3)
12. Rêve de fer par Norman Spinrad  (ISBN 2-253-01746-9)
13. Voici l'homme par Michael Moorcock  (ISBN 2-253-01772-8)
14. L'Enchâssement par Ian Watson  (ISBN 2-253-01787-6)
15. Et quand je vous fais ça, vous sentez quelque chose ? et autres nouvelles par Robert Sheckley  (ISBN 2-253-01805-8)
16. La Montagne morte de la vie par Michel Bernanos  (ISBN 2-253-01806-6)
17. La ville est un échiquier par John Brunner  (ISBN 2-253-01819-8)
18. Futurs sans avenir par Jacques Sternberg (nouvelles)  (ISBN 2-253-01771-X)

#### 1978
1. Un monde d'azur par Jack Vance (ISBN 2-253-01865-1)
2. Pavane par Keith Roberts  (ISBN 2-253-01866-X)
3. Limbo par Bernard Wolfe  (ISBN 2-253-01882-1)
4. Le Temps désarticulé par Philip K. Dick  (ISBN 2-253-01895-3)
5. Les Insectes de feu par Thomas Page  (ISBN 2-253-01896-1)
6. Le Fils de l'homme par Robert Silverberg  (ISBN 2-253-02037-0)
7. Les Mondes macabres, dix-huit récits de science-fiction, de terreur et de fantastique par Richard Matheson  (ISBN 2-253-02038-9)
8. Mémoires trouvés dans une baignoire par Stanislas Lem  (ISBN 2-253-02039-7)
9. Les Pirates fantômes par William Hope Hodgson  (ISBN 2-253-02040-0)
10. L'Ultime Fléau par Frederik Pohl  (ISBN 2-253-02041-9)
11. Le Son du cor par Sarban  (ISBN 2-253-02042-7)
12. Le Monde de Rocannon par Ursula K. Le Guin  (ISBN 2-253-02043-5)
13. Le Navire des glaces par Michael Moorcock  (ISBN 2-253-02044-3)
14. Les Yeux du temps par Bob Shaw  (ISBN 2-253-02045-1)
15. Révolte sur la Lune par Robert A. Heinlein  (ISBN 2-253-02046-X)
16. L'Homme qui a perdu la mer (nouvelles) par Theodore Sturgeon  (ISBN 2-253-02047-8)
17. L'Homme infini par Daniel Galouye  (ISBN 2-253-02048-6)
18. La Fête du maïs par Thomas Tryon (en)  (ISBN 2-253-02049-4)

#### 1979
1. Maître des arts par William Rostler (ISBN 2-253-02123-7)
2. Le Vent de nulle part par James Graham Ballard  (ISBN 2-253-02124-5)
3. Options par Robert Sheckley  (ISBN 2-253-02142-3)
4. La Main gauche de la nuit par Ursula K. Le Guin  (ISBN 2-253-02149-0)
5. Et la planète sauta... par B. R. Bruss  (ISBN 2-253-02150-4)
6. En terre étrangère par Robert A. Heinlein  (ISBN 2-253-02186-5)
7. Humanité et demie par T. J. Bass  (ISBN 2-253-02208-X)
8. Psi par Lester Del Rey  (ISBN 2-253-02209-8)
9. Cosmicomics (nouvelles) par Italo Calvino  (ISBN 2-253-02227-6)
10. Terre brûlée par John Christopher  (ISBN 2-253-02244-6)
11. Charisme par Michael Coney  (ISBN 2-253-02245-4)
12. L'Année du soleil calme par Wilson Tucker  (ISBN 2-253-02261-6)
13. La Cinquième Tête de Cerbère par Gene Wolfe  (ISBN 2-253-02262-4)
14. Le Dieu-Baleine par T. J. Bass  (ISBN 2-253-02308-6)
15. Homme-plus par Frederik Pohl  (ISBN 2-253-02309-4)
16. Le Temps des changements par Robert Silverberg  (ISBN 2-253-02310-8)
17. Vermilion Sands (nouvelles) par James Graham Ballard  (ISBN 2-253-02311-6)

### Années 1980
| Sommaire : | - Haut - 1980 - 1981 |

#### 1980
1. Parmi les morts (nouvelles) par Edward Bryant (ISBN 2-253-02307-8)
2. Planète d'exil par Ursula K. Le Guin (ISBN 2-253-02433-3)
3. La Rose par Charles L. Harness suivi de La Nouvelle Réalité  (ISBN 2-253-02434-1)
4. Les Seigneurs de l'instrumentalité par Cordwainer Smith, tome 1  (ISBN 2-253-02435-X)
5. Les Seigneurs de l'instrumentalité par Cordwainer Smith, tome 2  (ISBN 2-253-02552-6)
6. Les Seigneurs de l'instrumentalité par Cordwainer Smith, tome 3  (ISBN 2-253-02553-4)
7. La Fin du rêve par Philip Wylie  (ISBN 2-253-02556-9)
8. La Ballade de Bêta-2 suivi de Empire Star par Samuel R. Delany  (ISBN 2-253-02574-7)
9. Le Disparu par Katherine MacLean  (ISBN 2-253-02575-5)
10. Harlie avait un an par David Gerrold  (ISBN 2-253-02576-3)
11. Les Profondeurs de la Terre par Robert Silverberg  (ISBN 2-253-02577-1)

#### 1981
1. Le Vin des rêveurs par John D. MacDonald (ISBN 2-253-02683-2)
2. La Ville au bord du temps par Thomas F. Monteleone  (ISBN 2-253-02684-0)
3. Le Vol du dragon par Anne McCaffrey  (ISBN 2-253-02685-9)
4. Sous le caducée par Ward Moore  (ISBN 2-253-02784-7)
5. La Grande Porte par Frederik Pohl  (ISBN 2-253-02785-5)

## Sources
- Notice de collection ou de série no FRBNF34237095, et notices bibliographiques afférentes, dans le catalogue général de la Bibliothèque nationale de France
- Fiche de la collection « SF (1re série, 1977-1981) » sur le site NooSFere
- La collection sur bdfi